# Michael Knöfler
Michael Knöfler (* 24. Juli 1989 in Halle (Saale)) ist ein deutscher Regisseur, Schauspieler und Produzent.

## Werdegang
Michael Knöfler studierte an der Folkwang Universität der Künste in Essen.
Er spielte im Jugendclub des Nordharzerstädtebund Theaters und war Mitglied einer Improvisationstheatergruppe. Nach Auslandsaufenthalten, u. a. in Ecuador, Benin und Südafrika, war er als Regieassistent verschiedener Produktionen des Nordharzer Städtebundtheaters tätig. Zudem arbeitete er als Casting Director bei der Casting Company Berlin.
Während des Studiums nahm er am Folkwang Physical Theatre Festival 2013 teil, wurde mit einer Eigenarbeit zur Extraschicht Essen eingeladen und spielte auf dem LAB Festival 2014. Zudem war er Teil verschiedener Filmprojekte in Kooperation mit der FH Dortmund, der Kunstakademie Düsseldorf und dem Institut für Musik und Medien Düsseldorf. 2014 wirkte er bei der Theatercollage „14/18 – Die Welt in Brand“ (Regie: Johannes Klaus/Adolf Winkelmann) mit, die in der Kokerei der Zeche Zollverein sowie in Ramallah, Jenin und Bethlehem aufgeführt wurde. 2015 war er Teil des „Grauland“-Ensembles, dem Regiediplom von Laura Natalie Junghanns. Mit diesem Stück tourte er 2016 durch Stuttgart, Köln, Frankfurt, Bochum und Essen und trat zudem mit „Grauland“ im Thalia Theater Hamburg, beim „Körber Studio Junge Regie“ auf.
Von 2016 bis 2017 arbeitete Michael Knöfler als freiberuflicher Regisseur und Schauspieler. Von 2017 bis 2020 inszenierte  er als fest angestellter Regisseur und Creative Director den Videocontent für Masterplan.com. Parallel realisierte er zahlreiche Auftragsarbeiten und Eigenprojekte, wie Musikvideos, Social-Media-Clips, Imageclips und Kurzfilme. Außerdem stand Michael Knöfler für verschiedene TV-Produktionen und Webproduktionen vor der Kamera.

## Filmografie (Auswahl)

### Als Schauspieler
- Ein starkes Team: Vergiftet

### Als Regisseur
- 2017–2020: Masterplan.com – Regisseur/Creative Director des gesamten Videocontents: E-Learning-Kurse, Reportagen, Imageclips, Social-Media-Clips, Quizformate, Trailer, Produktschüsse, uvm.
- 2017–2020: zahlreiche Dokumentationen zu „Soft Skill“-Themen, wie Körpersprache, Konfliktlösung, Stressmanagement, Zeitmanagement uvm. für Masterplan.com
- 2017: Social-Media-Image-Clips – Fressnapf
- 2017: Social-Media-Image-Clips – Flexx Fit
- 2019: International Light Art Award – Videoporträts der Finalisten